# Nizamat-i-Janub
Nizamat-i-Janub fou una antiga divisió administrativa del Principat de Bhopal amb una superfície de 5675 km², una població de 198.104 habitants (1901), i regada pels rius Narmada i Betwa. Tenia 798 pobles i estava dividit en 8 tahsils:
- Udaipura
- Bareli
- Bari
- Behronda
- Chandpura
- Shahganj
- Kaliakheri
- Mardanpur

El territori pertanyia originalment als reis gonds de Garha-Mandla, i la fortalesa principal era Ginnurgarh, en un turó a 60 km al sud de Bhopal. La fortalesa va passar a mans de Dost Muhammad al segle XVIII per concessió del sobirà gond Newal Shah, pels serveis fets. A la mort de Newal Shah, Dost Muhammad es va erigir en guardià de la vídua i va omplir la fortalesa amb els soldats propis; la vídua va ser sempre tractada amb consideració. Després fou el lloc on es va retirar Wazir Muhammad quan fou expulsat de Bhopal (ciutat). Les restes de la fortalesa corresponien al segle XX als seus propietaris gonds originals. Hi ha altres forts a Bari i Chaukigarh. Com a divisió de Bhopal estava governada per un nazim amb seu a Kaliakheri.